# Calathea lindeniana
Calathea lindeniana là một loài thực vật có hoa trong họ Marantaceae. Loài này được Wallis mô tả khoa học đầu tiên năm 1866.